# Erstes Psychiatrisches Krankenhaus Kiew
Das Erste Psychiatrische Krankenhaus Kiew ist eine psychiatrische Einrichtung in der Stadt Kiew. Es ist nach I. P. Pawlow benannt. Auf dem Gelände des Krankenhauses befindet sich die Kirche des heiligen Kyrill.

## Geschichte

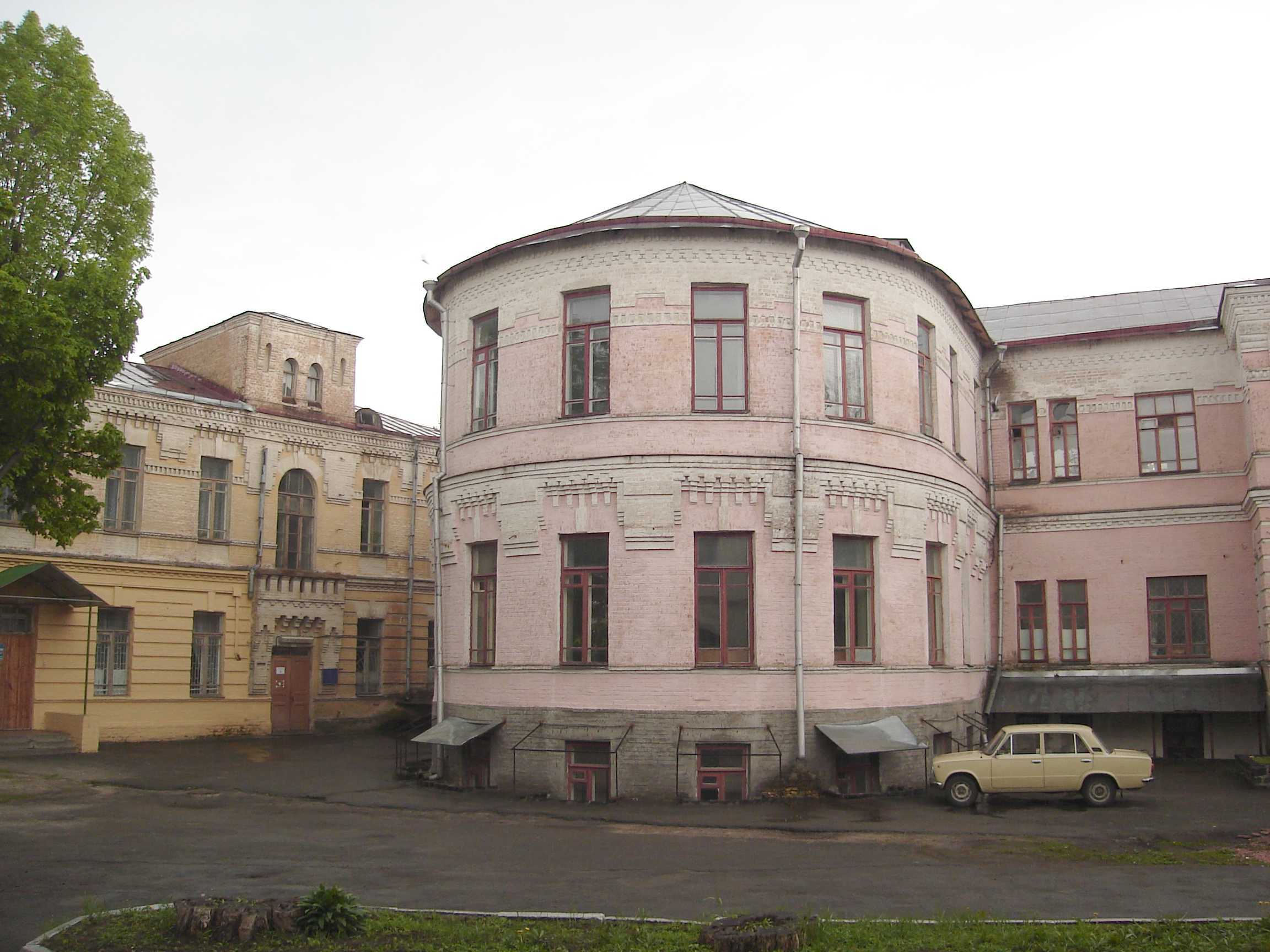
Alte Gebäude des Krankenhauses

### 18.- 19. Jahrhundert
Am 13. Juni 1786 wurde gemäß dem Dekret Katharinas II. in den Zellen des Kyriliv-Männerklosters ein Behindertenhaus eröffnet und das Kloster selbst geschlossen. Im Jahr 1802 wurde ein einstöckiges Krankenhaus gebaut. Im Jahr 1823 wurde ein separates Gebäude für das Behindertenkrankenhaus errichtet. Es bot Platz für 50 Behinderte: 4 Plätze für Offiziere und 46 für niedrigere Dienstgrade. In der Nähe wurde außerdem ein zweistöckiges Armenhaus und dazwischen eine einstöckige Wäscherei errichtet. Der Autor war der Architekt J. Charlemagne.

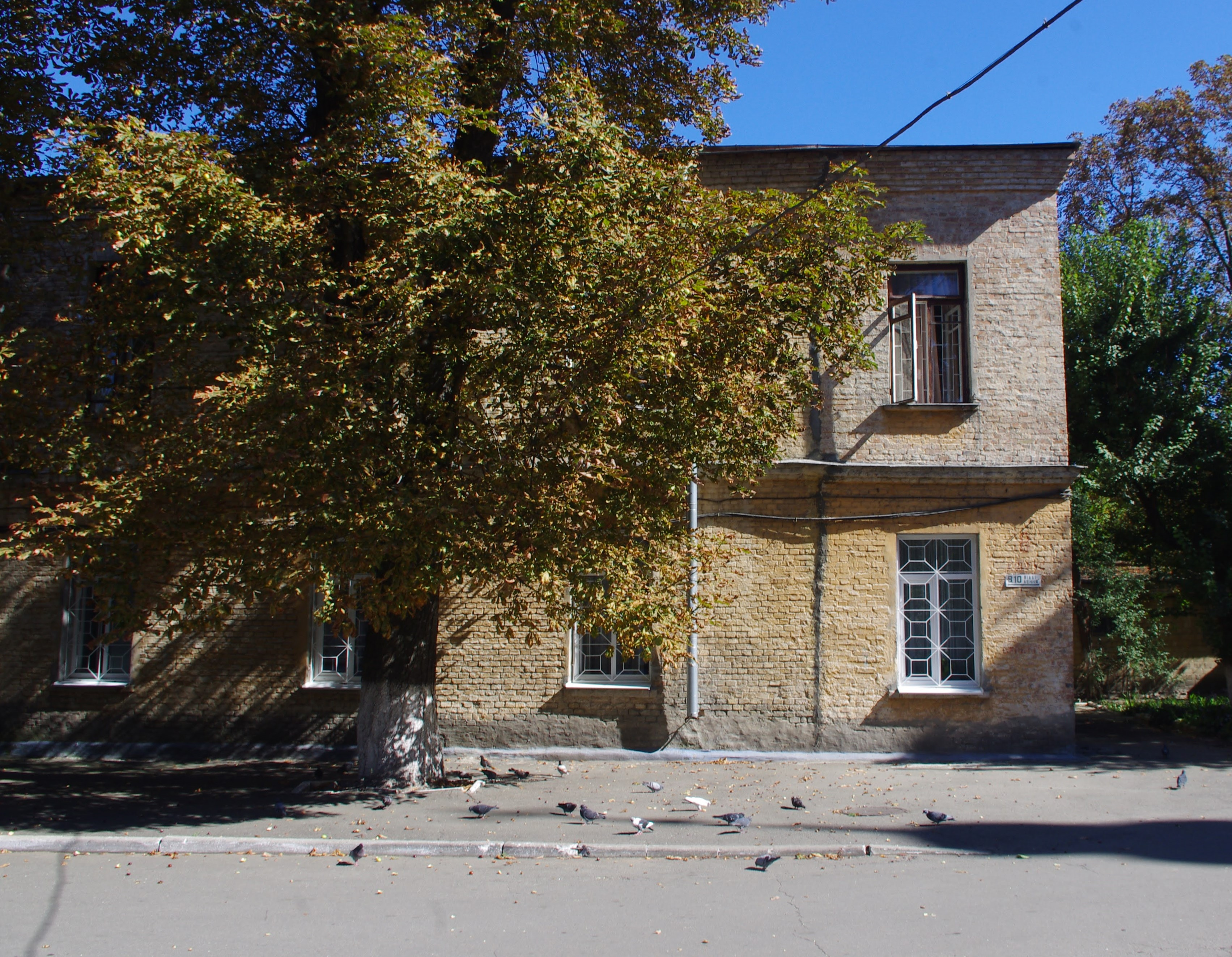
Backsteingebäude

Im Jahr 1835 wurde das Behindertenhaus in ein Krankenhaus umgewandelt. Anfangs war es für 80 Betten ausgelegt, Ende der 1850er Jahre umfasste es bereits 180.
Am 1. Oktober 1843 wurde an den Behindertenhäuser eine Sanitärer-Schule eröffnet.
In den 1870er Jahren wurde nach dem Projekt des Kiewer Provinzingenieurs Fjodor Geschwend ein Komplex aus 9 Backsteingebäuden für das Krankenhaus und mehreren Holzgebäuden für die Sanitäter-Schule und für Haushalt errichtet. Im Jahr 1891 wurde nach dem Projekt des Provinzingenieurs Yakov Kryvtsov ein zusätzliches zweistöckiges Gebäude der therapeutischen Abteilung mit 32 Betten gebaut.

### Anfang des 20. Jahrhunderts
Zu Beginn des 20. Jahrhunderts wurde nach den Projekten des Architekten Oleksandr Kobelev eine Kapelle mit einem Raum für eine Leichenhalle (1902) und ein einstöckiges Gebäude für Infektionskrankheiten mit 60 Betten, gebaut. In den Jahren 1912–1913 wurde das Gebäude der Geburtsklinik des Frauenmedizinischen Instituts errichtet.
In den Jahren 1920–1936 wurde das Krankenhaus nach Taras Schewtschenko benannt. Seit 1936 - nach I. P. Pawlow.
Bis 1935 war im Krankenhaus die Psychiatrische Fachschule tätig.

### Zweiter Weltkrieg
Bis Juli 1941 war Lev Zak Direktor des Krankenhauses. Er wurde im Juli mobilisiert, übte seinen Dienst aber bis zum 17. September weiter aus, danach verschwand er. Gleichzeitig ernannte er den Wissenschaftler Pawlo Chernai zum stellvertretenden Direktor. Der Chefarzt war Musii Tansyura und der Leiter des Haushalts war Yosyp Horokhov. Während der Bezetzung von Kiew die deutsche Regierung hat der neuen Führung zugestimmt. Zu diesem Zeitpunkt befanden sich fast 1.500 Patienten im Krankenhaus.

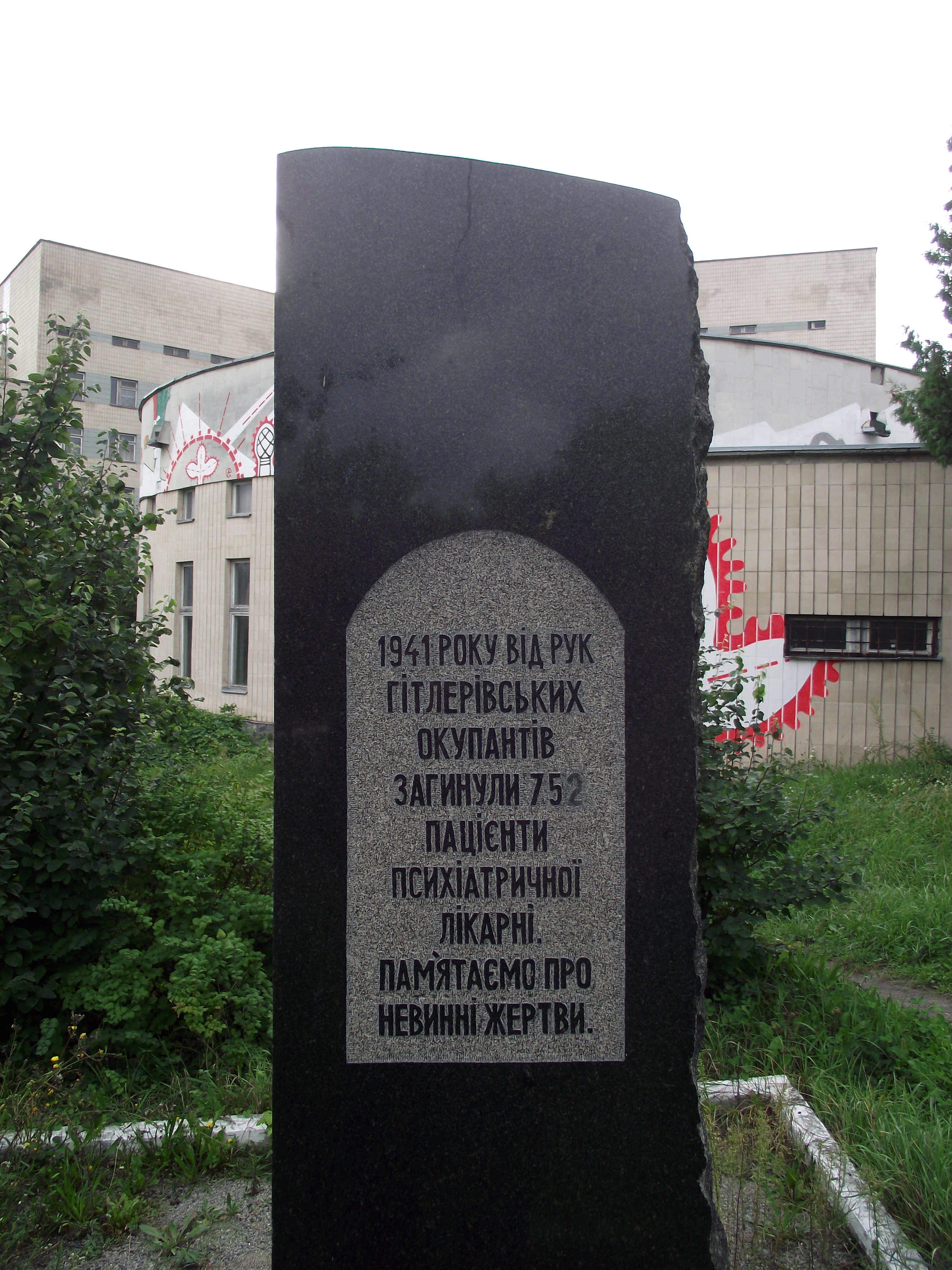
Denkmal für verstorbene Patienten

Ende September kam der Garnisonsarzt Rakovsky ins Krankenhaus und wählte zusammen mit Chernai den zukünftigen Ort der Judentötung – den Horikhov-Dibrova-Trakt. Am 15. Oktober wurden in allen Abteilungen jüdischer Patienten gesammelt und später in das 8. Gebäude überführt. Am 18. Oktober wurden 308 Patienten mit Hilfe von Krankenhauspersonal erschossen. Zu den Beteiligten des Mordes gehörten der Direktor, der Chefarzt, der Leiter des Haushalts sowie einige Ärzte und Krankenschwestern.
Später im Januar, März und September 1942 töteten die Einsatzgruppen der Sicherheitspolizei auch viele Patienten aus psychiatrischen Kliniken in Gaskammern, wo mindestens 525 Menschen getötet wurden. Die in den Gaswagen Getöteten wurden möglicherweise neben dem Massengrab von Babyn Jar begraben. Ende 1942 funktioniert das psychiatrische Krankenhaus nicht mehr, auf seinem Gebiet befand sich jetzt eine deutsche Militärkrankenstation.
Im Herbst 1943 wurden ehemalige Krankenhausmitarbeiter, die während der Besatzungszeit arbeiteten, von sowjetischen Staatssicherheitsbehörden festgenommen. Im Jahr 1944 wurden der Chefarzt Tansyura, die Techniker Horokhov, Mazur und Hrytsenko zu 10 Jahren Gefängnis, Sokolovsky zu 8 Jahren und die Ärztinnen Penska und Kopystinska zu 2 Jahren Lagerhaft verurteilt. 1946 wurden alle Urteile aufgehoben. Der Grund bestand darin, die Beteiligung von Tansyura, Mazur und anderen an der heimlichen Entlassung von Patienten zu beweisen, um deren Leben zu retten.

### Forschung
In den 1950er Jahren wurden im Krankenhaus unter der Leitung von Viktor Protopopov und Josyp Polishchuk Forschungsarbeiten durchgeführt. Die Abteilung für Psychiatrie und Nervenerkrankungen der Akademie der Wissenschaften der Ukrainischen SSR und die Abteilung für Psychiatrie des Kiewer Instituts zur Förderung von Ärzten arbeiteten auf der Grundlage der 3. Abteilung des Krankenhauses.

## Heutige Struktur

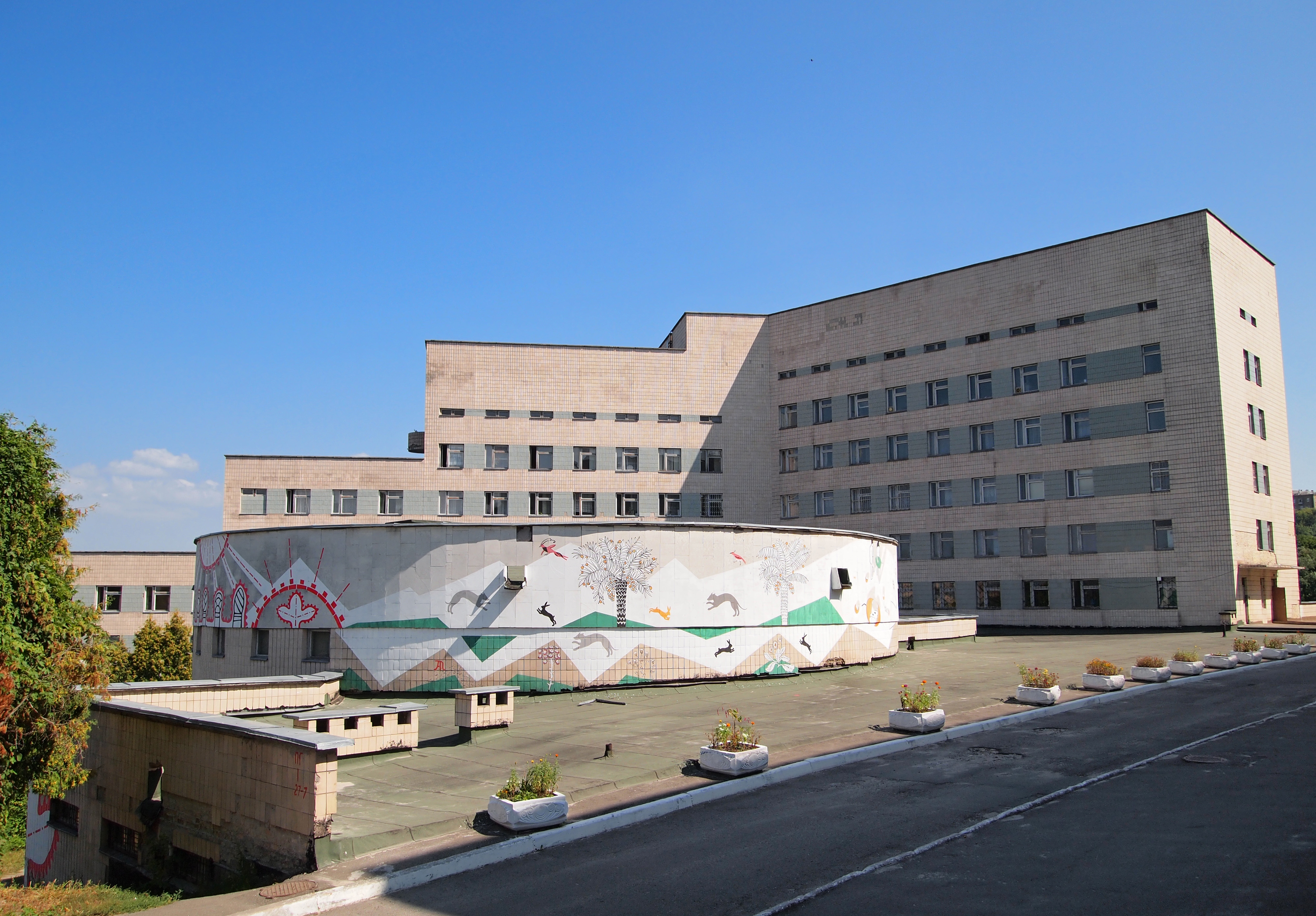
Modernes Hauptgebäude

Das Krankenhaus nimmt eine Fläche von 22,7 Hektar ein, wovon ein Teil zur St.-Kyrill-Kirche gehört. Es verfügt über 30 Abteilungen, darunter eine Abteilung für akute Psychosen, Abteilungen für psychiatrische Erkrankungen mit begleitender somatischer Pathologie, eine Abteilung für Rehabilitation, eine Abteilung für Veteranen und Behinderte des Zweiten Weltkriegs, eine Abteilung für Epilepsie, eine Abteilung für Kinderpsychiatrie, ein Zentrum für medizinische und soziale Rehabilitation sowie eine Abteilung für Krankenpflege.
Im Krankenhaus wurde das Forschungsinstitut für Sozial- und forensische Psychiatrie und Suchttherapie des Gesundheitsministeriums eingerichtet. Es gibt auch das erste ukrainische Zentrum für primäre psychotische Episoden und moderne Behandlungsmethoden.
Außerdem befinden sich im Krankenhaus die Grundabteilungen der medizinischen Universitäten:
- die Abteilung für Kinder-, Sozial- und forensische Psychiatrie der Nationale Universität für Gesundheitswesen der Ukraine Platon Schupyk
- die Abteilung für Psychiatrie der Nationale Universität für Gesundheitswesen der Ukraine Platon Schupyk
- die Abteilung für Psychiatrie der Nationale Medizinische Oleksandr-Bohomolez-Universität
- die Abteilung für Psychiatrie und Medizinische Psychologie der Medizinischen Universität der Ukrainischen Vereinigung für Volksmedizin